# 奧恩群島
奧恩群島（英語：Orne Islands），是南極洲的群島，位於葛拉漢地西岸的丹科海岸，處於龍格島以北，在1898年由比利時探險隊測量，現時由南極條約體系管理。